# Ellingen

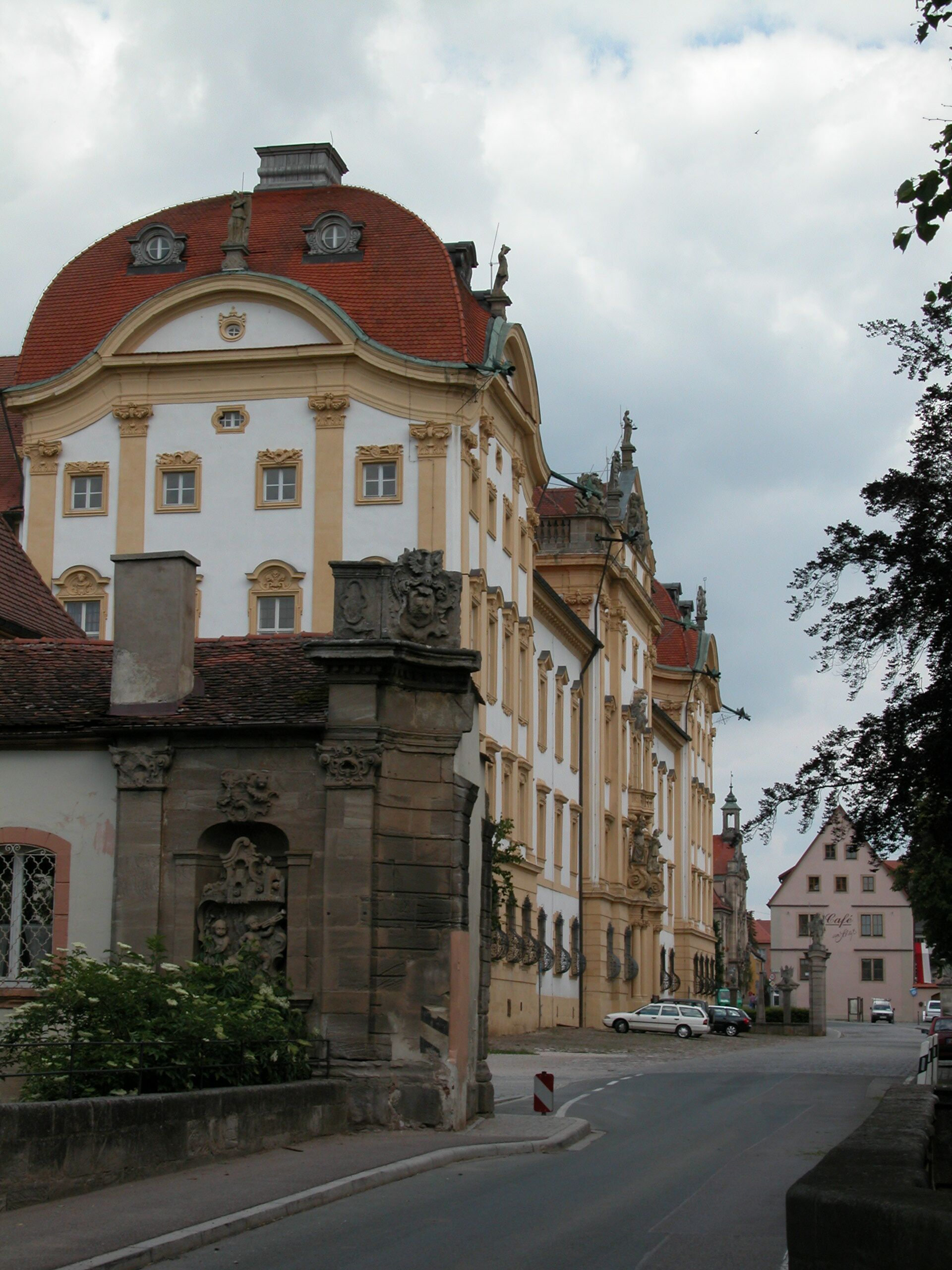
Ellingen

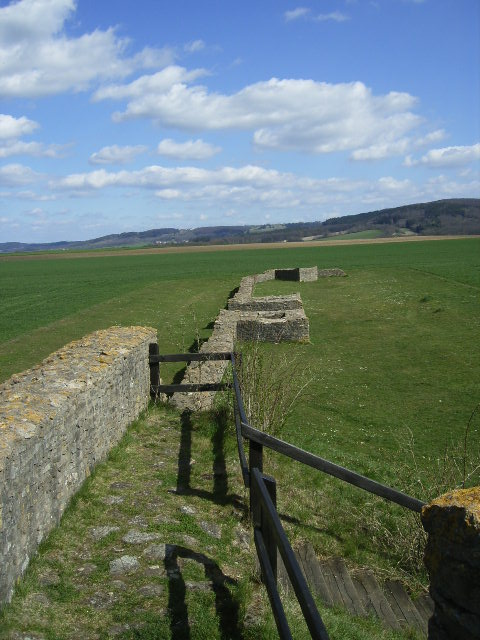
Castru romană Sablonetum

Ellingen este un oraș din Franconia Mijlocie, landul Bavaria, Germania.